# Roman de Renart

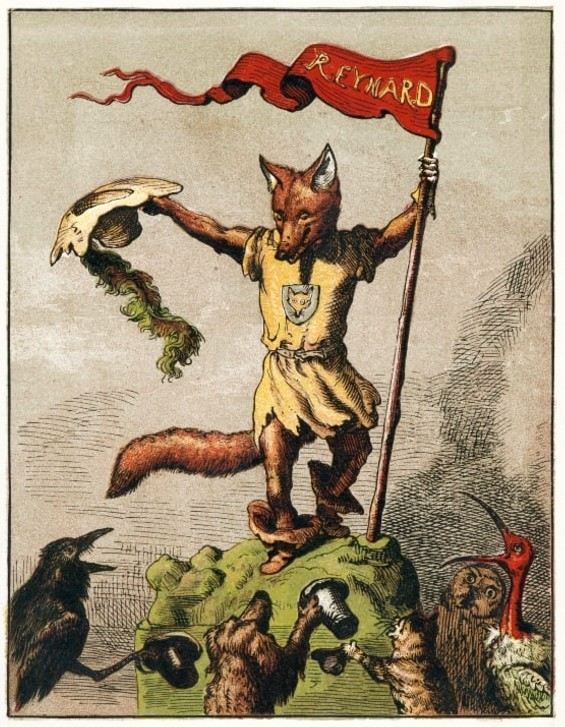
Renart empunha uma bandeira com seu nome inglês "Reynard".

Roman de Renart é um ciclo literário de fábulas medievais europeias, tendo a França como grande precursora das histórias.  As primeiras versões existentes do ciclo datam da segunda metade do século XII.
As histórias são focadas na personagem principal Renart (neerlandês: Reinaert ; inglês: Reynard ou Reinhart; alemão: Reineke ou Reinicke ; latim: Renartus ), uma raposa antropomórfica e muito trapaceira. Suas aventuras geralmente o envolvem enganando outros animais antropomórficos para sua própria vantagem ou tentando evitar suas retaliações. Seu principal inimigo e vítima ao longo do ciclo é o lobo Ysengrim (ou Isengrim).
Embora o personagem Renart apareça em obras posteriores, as histórias principais foram escritas durante a Idade Média por vários autores e são frequentemente vistas como paródias da literatura medieval, como histórias de amor cortês e chansons de geste , além de uma sátira de argumentos políticos e religiosos.

## Renart em outras mídias
- Le Roman de Renard, filme em stop motion realizado por Ladislas Starevich em 1930.
- Reineke Fuchs, animação chinesa e alemã lançada em 1989, com direção de Manfred Durniok, Zhuang Minjin e He Yumen.
- Inicialmente, o Walt Disney Animation Studios considerou um filme sobre Renart. No entanto, devido à preocupação de Walt Disney de que Renart era uma escolha inadequada para um herói, o estúdio decidiu fazer de Renart o antagonista de um único filme narrativo chamado Chanticleer e Renart (baseado no Chanticleer de Edmond Rostand), mas a produção foi descartada em meados da década de 1960, a favor de A Espada Era a Lei (1963). Ken Anderson usou os desenhos de personagens de Robin Hood (1973), como os animais (por exemplo, Robin Hood como Renart é uma raposa, enquanto o Xerife de Nottingham como Isengrim é um lobo).
- Le Roman de Renart, filme luxemburguês de 2005, dirigido por Thierry Schiel.
- O programa de TV The Magicians inclui um personagem baseado em Renart . Nesta versão, ele é um deus pagão violento e filho de Perséfone, acidentalmente convocado por um grupo de bruxas hedge. Ele acaba matando a maioria dos invocadores e assumindo o corpo de seu líder, usando-o para estuprar o único sobrevivente do grupo que o convocou. Este evento leva esses caracteres a traçar grande parte da série.